# Barouche

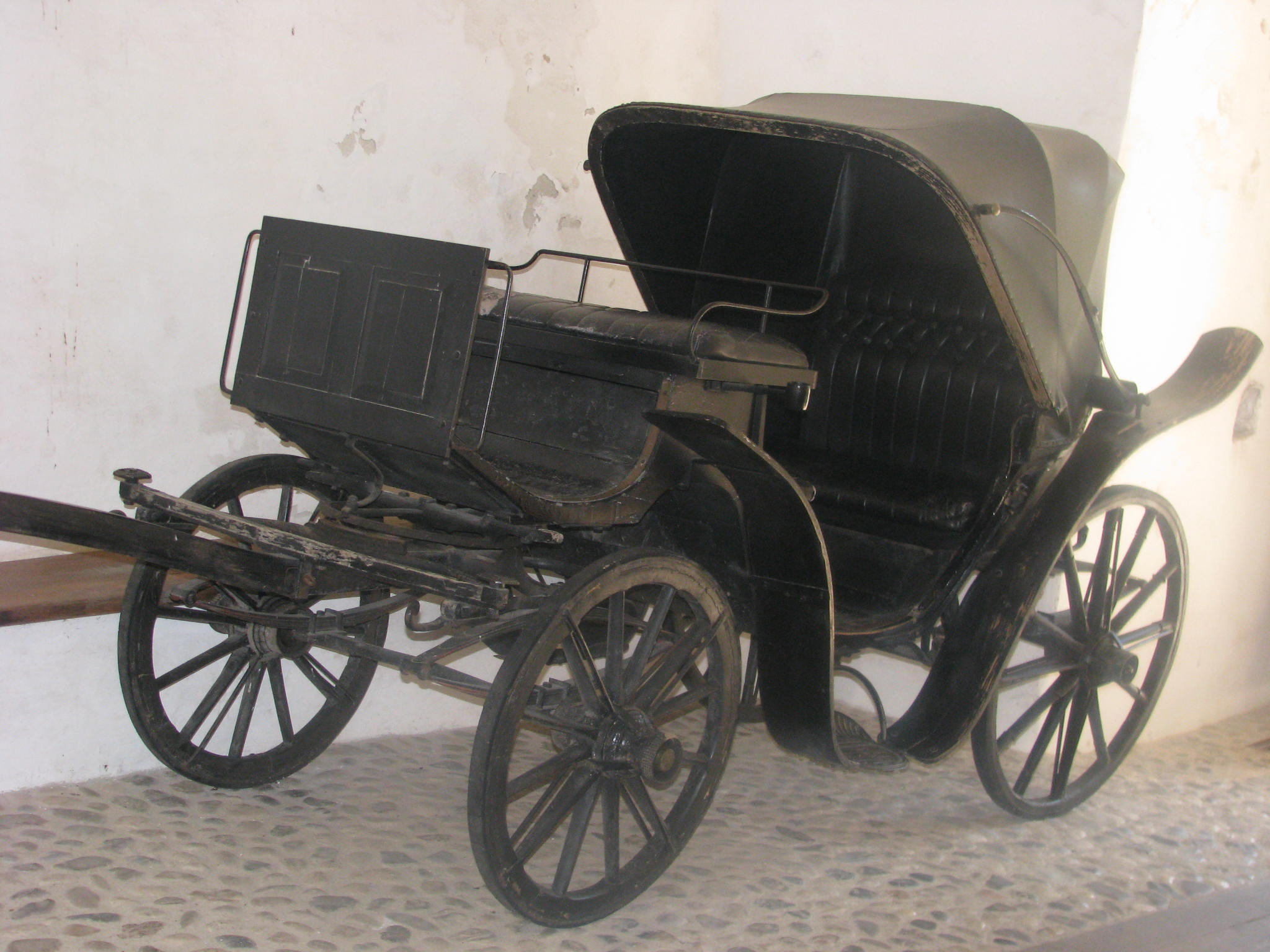
Een barouche uit Slovenië

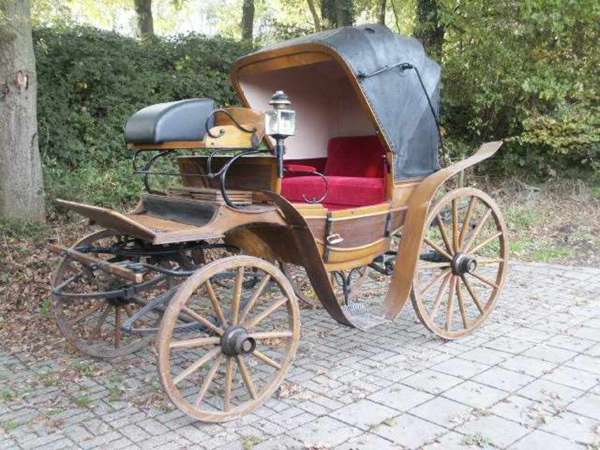
Een Selbstfahrer uit Duitsland

Een barouche of Duitse wagen is een koets met open koetsiersbok, geschikt voor enkelspan of tweespan paarden. Het rijtuig biedt plaats aan twee of vier passagiers, die worden beschermd door een kap.Deze werd ook soms birouchette genoemd.

## Types barouche
Er zijn twee types van de barouche:
- Selbstfahrer
- Zakmodel

### Selbstfahrer
De Selbstfahrer is een vierwielig, vierpersoons dienstrijtuig met wegklapbare tweepersoons koetsierszit en voorscherm, geschikt  voor enkel- of dubbelspan paarden. Het rijtuig heeft een schuitvormige houten bak, onderstel en wielen. Aan weerszijden bevindt zich een klein portier met greep. Boven de voor- en achterwielen zijn twee lange gebogen spatborden geplaatst, waartussen een opstapijzer zit. Aan de achterzijde zit een neerklapbare huif met aan de voorzijde kleine scharnierende vensters. De kap is met zwart leerdoek overtrokken en heeft aan de zijkanten scharnierende kapijzers. In de bak is een zitplaats voor twee personen die de rijrichting op kijken en daar tegenover twee klapzitjes of een wegklapbaar kinderzitje, die naar elkaar gericht zijn, het zogenaamde Vis à Vis. Het interieur en de bokzit zijn bekleed. Een barouche is vaak geschikt voor aanspanning à la d'Aumont, vanwege de wegklapbare koetsierszit. De diameter van de voorwielen is circa 90 cm, die van de achterwielen circa 1,10 meter. 

#### Aanspanningà la d'Aumont
Een bijzondere wijze van aanspannen is de aanspanning à la d'Aumont. Hierbij wordt een vierspan niet vanaf de bok gereden maar door ruiters op de bijdehandse (linker)paarden. Die paarden waren dan ook opgetoomd als rijpaarden. Deze methode van rijden werd geïntroduceerd door Duc D'Amont, tijdens het regiem van Lodewijk de 1e. Bij een tweespan sprak men van Demi-d'Aumont.

### Zakmodel
Het zakmodel is een vierwielig vierpersoons dienstrijtuig voor twee- of vierspan paarden, met een koetsiersbok en achter een knechtenbank. De koets heeft een gelakte bak, onderstel en wielen, versierd met biezen. De bak heeft kleine scharnierende portieren, een zwartlederen voorscherm en dito spatschermen voor en achter en een metalen zweepkoker. De lederen kap heeft zwarte kapijzers, waarop witmetalen rozetten zijn bevestigd. De binnenbak heeft zwarte gecapitonneerde rug- en zitkussens. Rechts bevindt zich een blankmetalen remwiel. De voorwielen hebben twaalf spaken, de achterwielen veertien. De wieldiameter is gelijk aan die van de Selbstfahrer.
1. ↑  "Le Propagateur (1818-1871) | 1841 | 20 januari 1841 | pagina 3", Le Propagateur (1818-1871) | 1841 | 20 januari 1841 | pagina 3.